# Caligo phokilides
Caligo phokilides är en fjärilsart som beskrevs av Hans Fruhstorfer 1912. Caligo phokilides ingår i släktet Caligo och familjen praktfjärilar. Inga underarter finns listade i Catalogue of Life.